# دلتا نهر اللؤلؤة
دلتا نهر اللؤلؤة (بالصّينية: 珠江三角洲، وتُنطَق: زوجيانغ سانجياوزو) هي منطقة منخفضةٌ تحيط بخور نهر اللؤلؤة في مقاطعة قوانغدونغ جنوب الصين، عند مصبّ النهر في بحر الصين الجنوبي. تُعَدُّ دلتا نهر اللؤلؤة إحدث أكثف المناطق عمراناً وسكاناً على وجه الأرض، وإحدى أهمّ محاور تطوُّر الاقتصاد الصيني. يعتبر الكثيرون أن دلتا نهر اللؤلؤة في طريقها للتحوُّل إلى مدينة كبرى، لكنَّها رغم ذلك لن تكون سلسلة مدن كبرى، وإنَّما هي الحدود الجنوبية لسلسلةٍ مدن كبرى أضخم حجماً تمتدُّ على ساحل الصين الجنوبي، وتشمل مدناً ضخمةً عدَّة مثل تشاوشان وزانغزو-شيامين وكوانغزو-بوتيان وفوزهو.

## التاريخ
منذ اتخذت الصين سياسة الانفتاح الاقتصادي في السبعينيات، أصبحت منطقة دلتا نهر اللؤلؤة واحدةً من المراكز الاقتصادية والصناعية الأساسيَّة على مستوى الصين وكامل العالم. وتأمل الحكومة الصينيَّة عبر جمع الصناعة في قوانغدونغ مع الاقتصاد المالي والخدماتي الرأسمالي التقليدي في هونغ كونغ، بأن تتحوَّل المنطقة إلى بوابة اقتصادية تجذب المستثمرين الأجانب إلى البر الصيني.

## السكان
لا يشير مصطلح دلتا نهر اللؤلؤة إلى دلتا نهريَّة فحسب، بل كذلك إلى شبكة كثيفةٍ من المدن تضمُّ تسعاً من ولايات المدن بمقاطعة قوانغدونغ، هي قوانغتشو وشينزين وزوهاي ودونغقوان وزونغشان وفوشان وهويزو وجيانغمين وزاوكينغ، إضافةً إلى منطقتي إدارةٍ خاصَّتين هما هونغ كونغ وماكاو. يُقدِّر تقرير مدن العالم لعام 2010/2011 (الصادر ضمن برنامج الأمم المتحدة للمستوطنات البشرية) عدد سكان منطقة دلتا نهر اللؤلؤة الكلي بنحو 120 مليون نسمة.

## خريطة وقائمة المدن
| قوانغتشو شينزين هونغ كونغ دونغقوان فوشان جيانغمين هويزو زونغشان زوهاي ماكاو زاوكينغ كونغوا إنبينغ غاوياو هيشان، قوانغدونغ، هيشان كايبينغ سيهوي تايشان زنغشينغ باوان غوانغمنغ هوادو هويمن مقاطعة لونغانغ نانهاي بانيو شونديدلتا نهر اللؤلؤة (قوانغدونغ) |                                                                               |                   |      | |               |
| المدينة | رومنة                                                                         | عدد السكان (2010) | صورة | معلومات | خريطة المدينة |
| قوانغتشو 广州（廣州） | Pinyin: Guǎngzhōu Guangdong: Guong2zeo1 Yale: Gwóngjāu Jyutping: Gwong2zau1   | 12,700,800        |      | كانت تعُرَف في الماضي أيضاً بكانتون (ولا زال البعض يستعملون لها هذا الاسم)، وهي عاصمة مقاطعة قوانغدونغ. تُمثّل المدينة ميناءً على نهر اللؤلؤة يمكن الإبحار عبره إلى بحر الصين الجنوبي، وهي تبعد مسافة 120 كيلومتراً شمال غرب هونغ كونغ. |               |
| شينزين 深圳 | Pinyin: Shēnzhèn Guangdong: Sem1zen3 Yale: Sāmjan Jyutping: Sam1zan3          | 10,357,938        |      | كانت شينزين في الماضي قرية صيد صغيرة، إلا أنَّها التحم بدنغ شياوبنغ لتصبح أول منطقة اقتصادية خاصة في الصين. منذ أواخر السبعينيَّات، كانت المدينة إحدى أسر مدن العالم نمواً، وذلك بسبب قربها الكبير من هونغ كونغ، وهي تعد حالياً ثاني أكبر موانئ الصين بعد شانغهاي. |               |
| هونغ كونغ 香港 | Pinyin: Xiānggǎng Guangdong: Hêng1gong2 Yale: Hēunggóng Jyutping: Hoeng1gong2 | 7,061,200         |      | كانت جزيرة هونغ كونغ فيما مضى قرية صيدٍ صغيرة، حتى وقوعها تحت الاحتلال البريطاني عام 1841، وتنازلت عنها الصين رسمياً إثر معاهدة نانجنغ في أعقاب الحرب العالمية. ظلَّت هونغ كونغ مستعمرة ملكية للمملكة المتحدة حتى عام 1997، عندما أعيدت إلى الصين. تشتهر هونغ كونغ بأنها إحدى العواصم المالية الكبرى في العالم، وهي محور ثقافي واقتصادي بارز.                                                                                   |               |
| دونغقوان 东莞（東莞） | Pinyin: Dōngguǎn Guangdong: Dung1gun2 Yale: Dūnggún Jyutping: Dung1gun2       | 8,220,237         |      | تحد دونغقوان عاصمة المقاطعة قوانغتشو من جهة الجنوب، وهويزو من الجنوب الغربي، وشينزين من الشمال، ونهر اللؤلؤة من الشرق. يقع فيها أكبر مركز تسوق في العالم بأسره، وهو سوق الصين الجنوبي. |               |
| فوشان 佛山 | Pinyin: Fóshān Guangdong: Fed1san1 Yale: Fātsāan Jyutping: Fat1saan1          | 7,194,311         |      | فوشان هي مدينة قديمةٌ يعود عمرها إلى مئات السنين. تشتهر المدينة بصناعة الخزف الصيني، وهي رابع أكبر مدينة قوانغدونغ. فوشان غنية نسبياً مقارنةً بمدن الصين الأخرى، وتقع فيها الكثير من المشاريع الخاصة الضخمة. شهدت المدينة حديثاً تحولاً بالترافق مع الانفجار الاقتصادي الصيني، وتعد إدارتها متطوّرة كثيراً في جذب الاستثمارات الأجنبية المباشرة، خصوصاً في مقاطة نانهاي، وسترتبط قريباً بصلة قويَّة بقوانغتشو عبر مترو فوشان-قوانغتشو. |               |
| جيانغمين 江门（江門） | Pinyin: Jiāngmén Guangdong: Gong1mun4 Yale: Gōngmùhn Jyutping: Gong1mun4      | 4,448,871         |      | ميناء جيناغمين هو ثاني أكبر ميناءٍ نهريّ في مقاطعة قوانغدونغ. تخطط الحكومة المحلية لتطوير الميناء إلى منطقة صناعية تضمُّ صناعاتٍ ثقيلة، مثل صناعة البتروكماويات والآلات الميكانيكية. عُرِفَ ميناء جيانغمين بـ"كونغ-مون" عندما أجبر على الانفتاح للتجارة الغربية في عام 1902، وإحدى آثار هذه الحقبة البارزة منطقة ساحلية تاريخية بُنِيَت عقب توقيع الماهدة. تشهد المدينة مشروع ترميمٍ استرجع الكثير من مبانيها القديمة.                  |               |
| هويزو 惠州 | Pinyin: Hùizhōu Guangdong: Wei6zeo1 Yale: Waihjāu Jyutping: Wai6zau1          | 4,597,002         |      | هويزو هي إحدى أبعد المدن شرقاً في منطقة دلتا نهر اللؤلؤة. تشتهر المدينة بإطلالتها على البحيرة الغربية، وقد استفادت بقوة من نهضة الصين الاقتصادية في أواخر الثمانينيات. جذب سوق العقارات في هويزو استثمارات من هونغ كونغ وتايوان، وفي استراتيجية التطور الاقتصادي بمقاطعة قوانغدونغ، تعتبر هويزو موقع صناعة بتروكيماوية عالمية المستوى، ومحوراً أساسياً ف يتطوير تقنية المعلومات وزيادة التصدير والتجارة.                       |               |
| زونغشان 中山 | Pinyin: Zhōngshān Guangdong: Zung1san1 Yale: Jūngsāan Jyutping: Zung1saan1    | 3,120,884         |      | زونغشان هي مدينة متوسّطة الحجم حازت اسمها تيمناً بالدكتور "سون زونغشان" (سون يات سين) ويعدُّها الكثيرون "أب الصين الحديثة". تمثل زونغشان ملتقى طرقٍ بين قوانغتشو وماكاو، وهي تشتهر في الصين بصناعة المصابيح الكهربائية. |               |
| زوهاي 珠海 | Pinyin: Zhūhǎi Guangdong: Ju6oi2 Yale: Jyūhói Jyutping: Zyu1hoi2              | 1,560,229         |      | تؤدي زوهاي دوراً مشابهاً لشينزين (لكن لأنها تحدُّ ماكاو عوضاً عن هونغ كونغ)، وقد كانت أول منطقة اقتصادية خاصة في تاريخ الصين. منذ أواخر السبعينيات، كانت واحدةً من أسرع مدن دلتا نهر اللؤلؤة نمواً نتيجة قربها من ماكاو. |               |
| ماكاو 澳门（澳門） | Pinyin: Àomén Guangdong: Ou3mun4 Yale: Oumùhn Jyutping: Ou3mun4               | 544,600           |      | كانت ماكاو أول مستعمرة برتغالية في الصين بعد الاستيلاء عليها عام 1557، وظلَّت تابعةً للبرتغال حتى عام 1999، عندما أعيدت ملكيتها أخيراً إلى الصين. تحوَّلت ماكاو إلى موقع سياحيٍّ بارز يضمُّ الكثير من الفنادق والمنتجعات والأستادات والمطاعم، وقد جعل ذلك منها إحدى أغنى مدن العالم. |               |